# Fossombronia echinata
Fossombronia echinata là một loài Rêu trong họ Fossombroniaceae. Loài này được Macvicar mô tả khoa học đầu tiên năm 1911.